# Корешница
Корешница (мкд. Корешница) је насеље у Северној Македонији, у јужном делу државе. Корешница је насеље у општини Демир Капија.
Корешница има велики значај за српску заједницу у Северној Македонији, пошто Срби чине значајну мањину у насељу.

## Географија
Корешница је смештена у јужном делу Северне Македоније. Од најближег већег града, Кавадараца, насеље је удаљено 25 km источно.
Насеље Корешница се налази у историјској области Тиквеш. Село је смештено у долини реке Вардар, у источном ободу Тиквешке котлине. Насеље је положено на приближно 150 метара надморске висине, равничарском подручју.
Месна клима је измењена континентална са значајним утицајем Егејског мора (жарка лета).

## Становништво
Корешница је према последњем попису из 2021. године имала 505 становника.
Претежне вероисповести месног становништва су ислам и православље.
| Национални састав према попису из 2021.‍ | Национални састав према попису из 2021.‍ | Национални састав према попису из 2021.‍ | Национални састав према попису из 2021.‍ | Национални састав према попису из 2021.‍ |
| --------------------------------------- | --------------------------------------- | --------------------------------------- | --------------------------------------- | --------------------------------------- |
|                                         |                                         |                                         |                                         |                                         |
| Турци                                   | Турци                                   |                                         | 272                                     | 53,9%                                   |
| Македонци                               | Македонци                               |                                         | 106                                     | 20,9%                                   |
| Срби                                    | Срби                                    |                                         | 103                                     | 20,4%                                   |